# Ranzani
Ranzani is een historisch merk van motorfietsen.
De bedrijfsnaam was: Ditta Ranzani, Milano.
Dit was een klein Italiaans merk dat Duitse 174cc-Heros-zijklepmotoren en 170cc-Norman-kopklepmotoren inbouwde. Op het laatst werden er echter ook eigen 173cc-kopkleppers gebruikt. Ranzani richtte zich op de (in Italië) populaire 175cc-klasse en de productie liep van 1923 tot 1931.